# Općina Rankovce
Općina Rankovce (makedonski: Општина Ранковце) je jedna od 80 općina Republike Sjeverne Makedonije koja se prostire na sjevero-istoku Sjeverne Makedonije. 
Upravno sjedište ove općine je selo Rankovce.

## Zemljopisne osobine
Općina Rankovce graniči sa Srbijom na sjeveru, te s općinama: Kriva Palanka na istoku, Kratovo na jugu, te Staro Nagoričane na zapadu.
Ukupna površina Općine Rankovce je 240.71 km².

## Stanovništvo
Općina Rankovce ima 4 144 stanovnika. Po popisu stanovnika iz 2002. nacionalni sastav stanovnika u općini bio je sljedeći;
- Makedonci  = 4 058
- Romi  = 57
- Srbi  = 18
- ostali= 11

## Naselja u Općini Rankovce
Ukupni broj naselja u općini je 18, i sva su sela.

## Pogledajte i ovo
- Sjeverna Makedonija
- Općine Sjeverne Makedonije

## Vanjske poveznice
- Općina Rankovce na stranicama Discover Macedonia